# Sabella denudata
Sabella denudata är en ringmaskart som beskrevs av Delle Chiaje 1841. Sabella denudata ingår i släktet Sabella och familjen Sabellidae. Inga underarter finns listade i Catalogue of Life.